# Грегори Разран
Грегори Х. Разран (рус. Грегори Разран, енгл. Gregory Razran; Слуцк, 4. јун 1901 —   Сент Питерсбург, 31. август 1973) био је руско-амерички стручњак за руска психолошка истраживања. 

## Биографија
Напустио је Русију 1920. године и студирао на Универзитету Колумбија и докторирао 1933. године. Прешао је на Квинс колеџ, Градски универзитет у Њујорку 1940. године, где је постао професор и тамо водио одсек психологије од 1945. до 1966. године. Добио је Гугенхајмову стипендију 1948. године.
Разран је дело Ивана Павлова сматрао „тројанским коњем“ у Совјетском Савезу, некомпатибилним са марксизмом-лењинизмом. Године 1950. објавио је кратак чланак о совјетском бихејвиористи Емануилу Енчмену, лојалном стаљинисти чији су научни ставови били забрањени од 1923. године.
Године 1964. Разран је истакнут у чланку о Дермо-оптичкој перцепцији, дискредитованом феномену који није научно доказан. Ово је рецензирало истраживање Абрама С. Новомеиског о способностима Розе Кулешове. Разран је изјавио да „више нема сумње да је ово дело ваљано“. У ствари, Разран је био прилично узбуђен због истраживања: „За све моје године, не могу да се сетим када ме је било шта више узбуђивало од ове могућности отварања нових врата перцепције.“ Жалећи се да је превише узбуђен да би спавао ноћу, он је оценио да је ово „велики научни пробој” који ће довести до „експлозивног излива истраживања” чији ће резултати „бити револуционарни”. Разран је желео да се врати на Квинс колеџ, Градски универзитет у Њујорку, где је био професор и планирао је да сам спроведе даља истраживања у овој области.
Преселио се у Сент Питерсбург на Флориди где је био професор на Екерд колеџу. Удавио се док је пливао у 72. години.